# Hacienda de Torrijos
La hacienda de Torrijos es una hacienda , situado en el casco urbano de la sevillana localidad de Valencina de la Concepción. La Hacienda fue una antigua fortaleza militar árabe, como testimonian sus murallas y torres, que perteneció a Torija Tabaraid. Es famosa en el Aljarafe por la romería que anualmente allí se celebra con la patrona de la villa.
En su origen no se trataba de un edificio religioso, pero la historia así lo tornó, gracias a los hechos acaecidos. Cuenta la tradición que el día del Arcángel San Miguel, 29 de septiembre, del año 1600, se encontraba el capataz buscando una gallina extraviada cuando descubrió la imagen del Santísimo Cristo de Torrijos en la muralla contigua a su Capilla, donde hoy se encuentra un retablo del siglo XVIII que preside la imagen del Cristo atado a la columna (conocido como el Cristo de Torrijos). Se trata de una figura de mármol sin pulimentar policromado y de estilo gótico, de tamaño natural.
Desde entonces y por cesión gustosa de los marqueses de Casameandro, dueños de la hacienda, al pueblo, se peregrina hasta la Capilla cada segundo domingo de octubre.